# عباس اخوان
عباس اخوان سیاست‌مدار ایرانی بود، که در  دوره بیست و یکم 
و  دوره بیست و دوم   بعنوان نماینده مشهد در مجلس شورای ملی حضور داشت.